# Кочерево
Кочерево (рос. Кочерево) — присілок в Питаловському районі Псковської області Російської Федерації.
Населення становить 16 осіб. Входить до складу муніципального утворення Линовська волость.

## Історія
Від 2015 року входить до складу муніципального утворення Линовська волость.

## Населення
| 2001 | 2002 | 2010 |
| ---- | ---- | ---- |
| 19   | ↗20  | ↘16  |